# Norvégia a 2016. évi nyári olimpiai játékokon
Norvégia a brazíliai Rio de Janeiróban megrendezett 2016. évi nyári olimpiai játékok egyik részt vevő nemzete volt. Az országot az olimpián 13 sportágban 62 sportoló képviselte, akik összesen 4 érmet szereztek.

## Érmesek
| Érem  | Versenyző | Sportág   | Versenyszám                    |
| ----- | --- | --------- | ------------------------------ |
| Bronz | Stig André Berge | Birkózás  | Férfi kötöttfogás, 59 kg       |
| Bronz | Kjetil Borch Olaf Tufte | Evezés    | Férfi kétpárevezős             |
| Bronz | Kristoffer Brun Are Strandli | Evezés    | Férfi könnyűsúlyú kétpárevezős |
| Bronz | Nemzeti válogatott Ida Alstad Emilie Hegh Arntzen Marit Malm Frafjord Kari Aalvik Grimsbø Camilla Herrem Veronica Kristiansen Amanda Kurtović Heidi Løke Katrine Lunde Mari Molid Nora Mørk Stine Bredal Oftedal Linn-Kristin Riegelhuth Koren Sanna Solberg | Kézilabda | Női                            |

## Atlétika
Férfi
| Versenyző            | Versenyszám     | Előfutam | Előfutam | Előfutam | Elődöntő | Elődöntő | Elődöntő | Döntő   | Döntő    |
| Versenyző            | Versenyszám     | Idő      | Hely.    | Össz.    | Idő      | Hely.    | Össz.    | Idő     | Helyezés |
| -------------------- | --------------- | -------- | -------- | -------- | -------- | -------- | -------- | ------- | -------- |
| Jaysuma Saidy Ndure  | 200 m           | 20,78    | 7.*      | 58.**    | kiesett  | kiesett  | kiesett  | kiesett | kiesett  |
| Filip Ingebrigtsen   | 1500 m          | kizárták | kizárták | kizárták | kiesett  | kiesett  | kiesett  | kiesett | kiesett  |
| Henrik Ingebrigtsen  | 1500 m          | 3:38,50  | 5.       | 5.       | 3:42,51  | 11.      | 20.      | kiesett | kiesett  |
| Karsten Warholm      | 400 m gát       | 48,49    | 1.       | 2.       | 48,81    | 4.       | 9.       | kiesett | kiesett  |
| Sondre Nordstad Moen | Maraton         |          |          |          |          |          |          | 2:14:17 | 19.      |
| Erik Tysse           | 20 km gyaloglás |          |          |          |          |          |          | 1:26:06 | 48.      |
| Håvard Haukenes      | 50 km gyaloglás |          |          |          |          |          |          | 3:46:33 | 7.       |

| Versenyző             | Versenyszám   | Selejtező | Selejtező | Döntő    | Döntő    |
| Versenyző             | Versenyszám   | Eredmény  | Helyezés  | Eredmény | Helyezés |
| --------------------- | ------------- | --------- | --------- | -------- | -------- |
| Sven Martin Skagestad | Diszkoszvetés | 62,45 m   | 13.       | kiesett  | kiesett  |

Női
| Versenyző                 | Versenyszám    | Selejtező | Selejtező | Selejtező | Előfutam | Előfutam | Előfutam | Elődöntő | Elődöntő | Elődöntő | Döntő    | Döntő    |
| Versenyző                 | Versenyszám    | Idő       | Hely.     | Össz.     | Idő      | Hely.    | Össz.    | Idő      | Hely.    | Össz.    | Idő      | Helyezés |
| ------------------------- | -------------- | --------- | --------- | --------- | -------- | -------- | -------- | -------- | -------- | -------- | -------- | -------- |
| Ezinne Okparaebo          | 100 m          | kiemelt   | kiemelt   | kiemelt   | 11,43    | 4.       | 28.***   | kiesett  | kiesett  | kiesett  | kiesett  | kiesett  |
| Hedda Hynne               | 800 m          |           |           |           | 2:01,64  | 5.       | 37.      | kiesett  | kiesett  | kiesett  | kiesett  | kiesett  |
| Karoline Bjerkeli Grøvdal | 5000 m         |           |           |           | 15:17,83 | 4.       | 4.       |          |          |          | 14:57,53 | 7.       |
| Karoline Bjerkeli Grøvdal | 10 000 m       |           |           |           |          |          |          |          |          |          | 31:14,07 | 9.       |
| Isabelle Pedersen         | 100 m gát      |           |           |           | 12,86    | 3.       | 12.*     | 12,88    | 3.       | 10.      | kiesett  | kiesett  |
| Amalie Iuel               | 400 m gát      |           |           |           | 56,75    | 6.       | 29.      | kiesett  | kiesett  | kiesett  | kiesett  | kiesett  |
| Ingeborg Løvnes           | 3000 m akadály |           |           |           | 9:44,85  | 13.      | 33.      |          |          |          | kiesett  | kiesett  |

| Versenyző      | Versenyszám | Selejtező | Selejtező | Döntő    | Döntő    |
| Versenyző      | Versenyszám | Eredmény  | Helyezés  | Eredmény | Helyezés |
| -------------- | ----------- | --------- | --------- | -------- | -------- |
| Tonje Angelsen | Magasugrás  | 180 cm    | 32.***    | kiesett  | kiesett  |

* - egy másik versenyzővel azonos eredményt ért el

** - két másik versenyzővel azonos eredményt ért el

*** - három másik versenyzővel azonos eredményt ért el

## Birkózás

### Férfi
Kötöttfogású
| Versenyző        | Versenyszám | Selejtező                                | Nyolcaddöntő              | Negyeddöntő            | Elődöntő          | Vigaszág első kör | Vigaszág elődöntő             | Bronz- mérkőzés             | Döntő             | Helyezés |
| Versenyző        | Versenyszám | Ellenfél Eredmény                        | Ellenfél Eredmény         | Ellenfél Eredmény      | Ellenfél Eredmény | Ellenfél Eredmény | Ellenfél Eredmény             | Ellenfél Eredmény           | Ellenfél Eredmény | Helyezés |
| ---------------- | ----------- | ---------------------------------------- | ------------------------- | ---------------------- | ----------------- | ----------------- | ----------------------------- | --------------------------- | ----------------- | -------- |
| Stig André Berge | 59 kg       | I Dzsongbek (Lee Jeong-baek) (KOR) · 2–0 | Soslan Daurov (BLR) · 3–0 | Óta Sinobu (JPN) · 0–4 |                   |                   | Almat Kebiszpajev (KAZ) · 2–0 | Rövşən Bayramov (AZE) · 1–1 |                   |          |

### Női
Szabadfogású
| Versenyző         | Versenyszám | Selejtező         | Nyolcaddöntő               | Negyeddöntő       | Elődöntő          | Vigaszág első kör | Vigaszág elődöntő | Bronz- mérkőzés   | Döntő             | Helyezés |
| Versenyző         | Versenyszám | Ellenfél Eredmény | Ellenfél Eredmény          | Ellenfél Eredmény | Ellenfél Eredmény | Ellenfél Eredmény | Ellenfél Eredmény | Ellenfél Eredmény | Ellenfél Eredmény | Helyezés |
| ----------------- | ----------- | ----------------- | -------------------------- | ----------------- | ----------------- | ----------------- | ----------------- | ----------------- | ----------------- | -------- |
| Signe Marie Store | 69 kg       | erőnyerő          | Jenny Fransson (SWE) · 0–9 | kiesett           | kiesett           | kiesett           | kiesett           | kiesett           | kiesett           | 18.      |

## Evezés
Férfi
| Versenyző                    | Versenyszám              | Előfutam | Előfutam | Vigaszág | Vigaszág | Negyeddöntő | Negyeddöntő | Elődöntő | Elődöntő | Elődöntő | Döntő | Döntő   | Döntő | Helyezés |
| Versenyző                    | Versenyszám              | Idő      | Hely.    | Idő      | Hely.    | Idő         | Hely.       | Típus    | Idő      | Hely.    | Típus | Idő     | Hely. | Helyezés |
| ---------------------------- | ------------------------ | -------- | -------- | -------- | -------- | ----------- | ----------- | -------- | -------- | -------- | ----- | ------- | ----- | -------- |
| Nils Jakob Hoff              | Egypárevezős             | 7:17,47  | 1.       | erőnyerő | erőnyerő | 6:57,94     | 3.          | A/B      | 7:39,12  | 6.       | B     | 7:02,66 | 5.    | 11.      |
| Kjetil Borch Olaf Tufte      | Kétpárevezős             | 6:30,58  | 2.       | erőnyerő | erőnyerő |             |             | A/B      | 6:13,50  | 2.       | A     | 6:53,25 | 3.    |          |
| Kristoffer Brun Are Strandli | Könnyűsúlyú kétpárevezős | 6:24,81  | 1.       | erőnyerő | erőnyerő |             |             | A/B      | 6:38,65  | 2.       | A     | 6:31,39 | 3.    |          |

## Golf
| Versenyző          | Versenyszám  | 1. forduló | 1. forduló | 2. forduló | 2. forduló | 3. forduló | 3. forduló | 4. forduló | 4. forduló | Összesen | Összesen | Összesen |
| Versenyző          | Versenyszám  | Pont       | Par        | Pont       | Par        | Pont       | Par        | Pont       | Par        | Pontszám | Par      | Helyezés |
| ------------------ | ------------ | ---------- | ---------- | ---------- | ---------- | ---------- | ---------- | ---------- | ---------- | -------- | -------- | -------- |
| Espen Kofstad      | Férfi egyéni | 74         | +1         | 76         | +5         | 69         | −2         | 69         | −2         | 286      | +2       | 43.      |
| Suzann Pettersen   | Női egyéni   | 71         | 0          | 69         | −2         | 69         | −2         | 68         | −3         | 277      | −7       | 10.      |
| Marianne Skarpnord | Női egyéni   | 69         | −2         | 66         | −5         | 75         | +4         | 73         | +2         | 283      | −1       | 25.      |

## Íjászat
Férfi
| Versenyző    | Versenyszám | Selejtező | Selejtező | 64-es főtábla                              | 32-es főtábla                     | Nyolcaddöntő      | Negyeddöntő       | Elődöntő          | Döntő             | Helyezés |
| Versenyző    | Versenyszám | Pont      | Kiemelés  | Ellenfél Eredmény                          | Ellenfél Eredmény                 | Ellenfél Eredmény | Ellenfél Eredmény | Ellenfél Eredmény | Ellenfél Eredmény | Helyezés |
| ------------ | ----------- | --------- | --------- | ------------------------------------------ | --------------------------------- | ----------------- | ----------------- | ----------------- | ----------------- | -------- |
| Bård Nesteng | Egyéni      | 663       | 26.       | Jü Kuan-lin (Yu Guan-lin) (TPE)(39.) · 6-5 | Furukava Takaharu (JPN)(7.) · 0-6 | kiesett           | kiesett           | kiesett           | kiesett           | 17.      |

## Kerékpározás

### BMX
| Versenyző      | Versenyszám | Selejtező | Selejtező | Negyeddöntő | Negyeddöntő | Elődöntő | Elődöntő | Döntő   | Döntő    | Helyezés |
| Versenyző      | Versenyszám | Idő       | Helyezés  | Pont        | Helyezés    | Pont     | Helyezés | Idő     | Helyezés | Helyezés |
| -------------- | ----------- | --------- | --------- | ----------- | ----------- | -------- | -------- | ------- | -------- | -------- |
| Tore Navrestad | Férfi       | 36,484    | 28.       | 19          | 6.          | kiesett  | kiesett  | kiesett | kiesett  | 24.      |

### Hegyi-kerékpározás
| Versenyző              | Versenyszám      | Idő     | Helyezés |
| ---------------------- | ---------------- | ------- | -------- |
| Gunn Rita Dahle-Flesjå | Női terepverseny | 1:33:34 | 10.      |

### Országúti kerékpározás
Férfi
| Versenyző            | Versenyszám   | Idő              | Helyezés      |
| -------------------- | ------------- | ---------------- | ------------- |
| Sven Erik Bystrøm    | Mezőnyverseny | nem ért célba    | nem ért célba |
| Vegard Stake Laengen | Mezőnyverseny | 6:30:05 (+20:00) | 50.           |
| Lars Petter Nordhaug | Mezőnyverseny | 6:30:05 (+20:00) | 48.           |
| Edvald Boasson Hagen | Mezőnyverseny | nem ért célba    | nem ért célba |
| Edvald Boasson Hagen | Időfutam      | 1:21:12,35       | 30.           |

Női
| Versenyző  | Versenyszám   | Idő             | Helyezés |
| ---------- | ------------- | --------------- | -------- |
| Vita Heine | Mezőnyverseny | 3:58:34 (+7:07) | 33.      |
| Vita Heine | Időfutam      | 50:23,39        | 25.      |

## Kézilabda

### Női
| Norvég női kézilabdacsapat-játékoskeret                                                                                                  | Norvég női kézilabdacsapat-játékoskeret                                                                                      |
| --- | --- |
| - Ida Alstad - Emilie Hegh Arntzen - Marit Malm Frafjord - Kari Aalvik Grimsbø - Camilla Herrem - Veronica Kristiansen - Amanda Kurtović | - Heidi Løke - Katrine Lunde - Mari Molid - Nora Mørk - Stine Bredal Oftedal - Linn-Kristin Riegelhuth Koren - Sanna Solberg |

#### Eredmények
Csoportkör
A csoport
| Hely. | Csapat              | M | Gy | D | V | G+  | G–  | Gk  | P | Továbbjutás |
| ----- | ------------------- | - | -- | - | - | --- | --- | --- | - | ----------- |
| 1.    | Brazília (BRA) (R)  | 5 | 4  | 0 | 1 | 138 | 117 | +21 | 8 | Negyeddöntő |
| 2.    | Norvégia (NOR)      | 5 | 4  | 0 | 1 | 141 | 121 | +20 | 8 | Negyeddöntő |
| 3.    | Spanyolország (ESP) | 5 | 3  | 0 | 2 | 125 | 116 | +9  | 6 | Negyeddöntő |
| 4.    | Angola (ANG)        | 5 | 2  | 0 | 3 | 116 | 128 | −12 | 4 | Negyeddöntő |
| 5.    | Románia (ROU)       | 5 | 2  | 0 | 3 | 108 | 119 | −11 | 4 |             |
| 6.    | Montenegró (MNE)    | 5 | 0  | 0 | 5 | 107 | 134 | −27 | 0 |             |

| 2016. augusztus 6. 9:30 (14:30) | Norvégia (NOR) | 28–31       | Brazília (BRA) | Future Arena, Rio de Janeiro Játékvezetők: Horáček, Novotný (CZE) |
| 2016. augusztus 6. 9:30 (14:30) | Mørk 12        | (16–17)     | Belo 12        | Future Arena, Rio de Janeiro Játékvezetők: Horáček, Novotný (CZE) |
| 2016. augusztus 6. 9:30 (14:30) | 2× 2×          | Jegyzőkönyv | 8× 2× 1×       | Future Arena, Rio de Janeiro Játékvezetők: Horáček, Novotný (CZE) |

| 2016. augusztus 8. 14:40 (19:40) | Spanyolország (ESP) | 24–27       | Norvégia (NOR) | Future Arena, Rio de Janeiro Játékvezetők: Geipel, Helbig (GER) |
| 2016. augusztus 8. 14:40 (19:40) | Cabral 5            | (10–11)     | Kristiansen 7  | Future Arena, Rio de Janeiro Játékvezetők: Geipel, Helbig (GER) |
| 2016. augusztus 8. 14:40 (19:40) | 3× 2×               | Jegyzőkönyv | 7× 4×          | Future Arena, Rio de Janeiro Játékvezetők: Geipel, Helbig (GER) |

| 2016. augusztus 10. 16:40 (21:40) | Norvégia (NOR) | 30–20       | Angola (ANG) | Future Arena, Rio de Janeiro Játékvezetők: Bonaventura, Bonaventura (FRA) |
| 2016. augusztus 10. 16:40 (21:40) | Mørk 8         | (16–8)      | Guialo 8     | Future Arena, Rio de Janeiro Játékvezetők: Bonaventura, Bonaventura (FRA) |
| 2016. augusztus 10. 16:40 (21:40) | 3× 2×          | Jegyzőkönyv | 4× 2× 1×     | Future Arena, Rio de Janeiro Játékvezetők: Bonaventura, Bonaventura (FRA) |

| 2016. augusztus 12. 16:40 (21:40) | Montenegró (MNE) | 19–28       | Norvégia (NOR) | Future Arena, Rio de Janeiro Játékvezetők: Coulibaly, Diabaté (CIV) |
| 2016. augusztus 12. 16:40 (21:40) | Jauković 5       | (11–16)     | Mørk 6         | Future Arena, Rio de Janeiro Játékvezetők: Coulibaly, Diabaté (CIV) |
| 2016. augusztus 12. 16:40 (21:40) | 5× 2×            | Jegyzőkönyv | 4× 3×          | Future Arena, Rio de Janeiro Játékvezetők: Coulibaly, Diabaté (CIV) |

| 2016. augusztus 14. 16:40 (21:40) | Norvégia (NOR) | 28–27       | Románia (ROU) | Future Arena, Rio de Janeiro Játékvezetők: Alpaidze, Berezkina (RUS) |
| 2016. augusztus 14. 16:40 (21:40) | Kristiansen 7  | (14–13)     | Neagu 11      | Future Arena, Rio de Janeiro Játékvezetők: Alpaidze, Berezkina (RUS) |
| 2016. augusztus 14. 16:40 (21:40) | 6× 3×          | Jegyzőkönyv | 6× 3×         | Future Arena, Rio de Janeiro Játékvezetők: Alpaidze, Berezkina (RUS) |

Negyeddöntő
| 2016. augusztus 16. 17:00 (22:00) | Svédország (SWE) | 20–33       | Norvégia (NOR) | Future Arena, Rio de Janeiro Játékvezetők: Bonaventura, Bonaventura (FRA) |
| 2016. augusztus 16. 17:00 (22:00) | Gulldén 9        | (7–19)      | Oftedal 6      | Future Arena, Rio de Janeiro Játékvezetők: Bonaventura, Bonaventura (FRA) |
| 2016. augusztus 16. 17:00 (22:00) | 1× 3×            | Jegyzőkönyv | 1× 2×          | Future Arena, Rio de Janeiro Játékvezetők: Bonaventura, Bonaventura (FRA) |

Elődöntő
| 2016. augusztus 18. 20:30 (01:30) | Norvégia (NOR) | 37–38 (h. u.)  | Oroszország (RUS) | Future Arena, Rio de Janeiro Játékvezetők: Lah, Sok (SLO) |
| 2016. augusztus 18. 20:30 (01:30) | Mørk 14        | (16–18, 31–31) | Bobrovnyikova 8   | Future Arena, Rio de Janeiro Játékvezetők: Lah, Sok (SLO) |
| 2016. augusztus 18. 20:30 (01:30) | 7× 3×          | Jegyzőkönyv    | 5× 4×             | Future Arena, Rio de Janeiro Játékvezetők: Lah, Sok (SLO) |

Bronzmérkőzés
| 2016. augusztus 20. 11:30 (16:30) | Hollandia (NED) | 26–36       | Norvégia (NOR) | Future Arena, Rio de Janeiro Játékvezetők: Bonaventura, Bonaventura (FRA) |
| 2016. augusztus 20. 11:30 (16:30) | Groot 6         | (13–19)     | Mørk 7         | Future Arena, Rio de Janeiro Játékvezetők: Bonaventura, Bonaventura (FRA) |
| 2016. augusztus 20. 11:30 (16:30) | 3×              | Jegyzőkönyv | 1× 1×          | Future Arena, Rio de Janeiro Játékvezetők: Bonaventura, Bonaventura (FRA) |

| Csapat         | Helyezés |
| -------------- | -------- |
| Norvégia (NOR) |          |

## Sportlövészet
Férfi
| Versenyző          | Versenyszám           | Selejtező | Selejtező | Döntő   | Döntő    |
| Versenyző          | Versenyszám           | Pont      | Helyezés  | Pont    | Helyezés |
| ------------------ | --------------------- | --------- | --------- | ------- | -------- |
| Odd Arne Brekne    | Sportpuska, fekvő     | 620,9     | 28.       | kiesett | kiesett  |
| Odd Arne Brekne    | Sportpuska, összetett | 1171      | 13.       | kiesett | kiesett  |
| Ole-Kristian Bryhn | Sportpuska, összetett | 1177      | 3.        | 400,4   | 8.       |
| Ole-Kristian Bryhn | Sportpuska, fekvő     | 616,7     | 43.       | kiesett | kiesett  |
| Ole-Kristian Bryhn | Légpuska              | 617,9     | 40.       | kiesett | kiesett  |
| Are Hansen         | Légpuska              | 624,4     | 10.       | kiesett | kiesett  |

Női
| Versenyző        | Versenyszám           | Selejtező | Selejtező | Döntő   | Döntő    |
| Versenyző        | Versenyszám           | Pont      | Helyezés  | Pont    | Helyezés |
| ---------------- | --------------------- | --------- | --------- | ------- | -------- |
| Malin Westerheim | Légpuska              | 412,2     | 30.       | kiesett | kiesett  |
| Malin Westerheim | Sportpuska, összetett | 578       | 17.       | kiesett | kiesett  |

## Taekwondo
Női
| Versenyző      | Versenyszám | Nyolcaddöntő              | Negyeddöntő       | Elődöntő          | Vigaszág elődöntő | Bronz- mérkőzés   | Döntő             | Helyezés |
| Versenyző      | Versenyszám | Ellenfél Eredmény         | Ellenfél Eredmény | Ellenfél Eredmény | Ellenfél Eredmény | Ellenfél Eredmény | Ellenfél Eredmény | Helyezés |
| -------------- | ----------- | ------------------------- | ----------------- | ----------------- | ----------------- | ----------------- | ----------------- | -------- |
| Tina Røe Skaar | Nehézsúly   | Milica Mandić (SRB) · 2-8 | kiesett           | kiesett           |                   |                   |                   | 11.      |

## Torna
Férfi
| Versenyző        | Versenyszám      | Selejtező | Selejtező | Döntő    | Döntő    |
| Versenyző        | Versenyszám      | Pontszám  | Helyezés  | Pontszám | Helyezés |
| ---------------- | ---------------- | --------- | --------- | -------- | -------- |
| Stian Skjerahaug | Talaj            | 14,166    | 40.       | kiesett  | kiesett  |
| Stian Skjerahaug | Korlát           | 14,266    | 49.       | kiesett  | kiesett  |
| Stian Skjerahaug | Nyújtó           | 13,700    | 51.       | kiesett  | kiesett  |
| Stian Skjerahaug | Gyűrű            | 13,266    | 67.       | kiesett  | kiesett  |
| Stian Skjerahaug | Lólengés         | 14,233    | 34.       | kiesett  | kiesett  |
| Stian Skjerahaug | Egyéni összetett | 84,331    | 32.       | kiesett  | kiesett  |

## Triatlon
| Versenyző            | Versenyszám | 1,5 km úszás | Depózás 1 | 40 km kerékpározás | Depózás 2 | 10 km futás | Összesítés | Összesítés |
| Versenyző            | Versenyszám | Idő          | Idő       | Idő                | Idő       | Idő         | Idő        | Helyezés   |
| -------------------- | ----------- | ------------ | --------- | ------------------ | --------- | ----------- | ---------- | ---------- |
| Kristian Blummenfelt | Férfi       | 17:39        | 0:49      | 56:12              | 0:34      | 32:17       | 1:47:31    | 13.        |

## Úszás
Férfi
| Versenyző           | Versenyszám  | Előfutam | Előfutam | Előfutam | Elődöntő | Elődöntő | Elődöntő | Döntő    | Döntő    |
| Versenyző           | Versenyszám  | Idő      | Hely.    | Össz.    | Idő      | Hely.    | Össz.    | Idő      | Helyezés |
| ------------------- | ------------ | -------- | -------- | -------- | -------- | -------- | -------- | -------- | -------- |
| Henrik Christiansen | 200 m gyors  | 1:50,09  | 6.       | 40.      | kiesett  | kiesett  | kiesett  | kiesett  | kiesett  |
| Henrik Christiansen | 400 m gyors  | 3:47,90  | 6.       | 17.      |          |          |          | kiesett  | kiesett  |
| Henrik Christiansen | 1500 m gyors | 14:55,40 | 6.       | 8.       |          |          |          | 15:02,66 | 8.       |

Női
| Versenyző       | Versenyszám | Előfutam | Előfutam | Előfutam | Elődöntő | Elődöntő | Elődöntő | Döntő   | Döntő    |
| Versenyző       | Versenyszám | Idő      | Hely.    | Össz.    | Idő      | Hely.    | Össz.    | Idő     | Helyezés |
| --------------- | ----------- | -------- | -------- | -------- | -------- | -------- | -------- | ------- | -------- |
| Susann Bjørnsen | 50 m gyors  | 25,05    | 1.       | 24.      | kiesett  | kiesett  | kiesett  | kiesett | kiesett  |
| Susann Bjørnsen | 100 m gyors | 55,35    | 1.       | 27.      | kiesett  | kiesett  | kiesett  | kiesett | kiesett  |

## Vitorlázás
Férfi
| Versenyző       | Versenyszám | Futam | Futam | Futam | Futam | Futam | Futam | Futam | Futam | Futam | Futam | Futam   | Pontszám | Helyezés |
| Versenyző       | Versenyszám | 1     | 2     | 3     | 4     | 5     | 6     | 7     | 8     | 9     | 10    | É       | Pontszám | Helyezés |
| --------------- | ----------- | ----- | ----- | ----- | ----- | ----- | ----- | ----- | ----- | ----- | ----- | ------- | -------- | -------- |
| Anders Pedersen | Finn dingi  | 8     | 16    | 18    | 8     | (22)  | 16    | 9     | 14    | 5     | 15    | kiesett | 109      | 17.      |
| Kristian Ruth   | Laser       | (47)  | 13    | 32    | 2     | 29    | 16    | 25    | 47    | 15    | 30    | kiesett | 209      | 27.      |

Női
| Versenyző                | Versenyszám     | Futam | Futam | Futam | Futam | Futam | Futam | Futam | Futam | Futam | Futam | Futam | Futam | Futam   | Pontszám | Helyezés |
| Versenyző                | Versenyszám     | 1     | 2     | 3     | 4     | 5     | 6     | 7     | 8     | 9     | 10    | 11    | 12    | É       | Pontszám | Helyezés |
| ------------------------ | --------------- | ----- | ----- | ----- | ----- | ----- | ----- | ----- | ----- | ----- | ----- | ----- | ----- | ------- | -------- | -------- |
| Maria Mollestad          | Szörfvitorlázás | 14    | 10    | (20)  | 14    | 18    | 20    | 14    | 6     | 11    | 6     | 17    | 11    | kiesett | 141      | 12.      |
| Tiril Bue                | Laser radial    | 18    | 18    | 13    | 6     | 19    | 24    | 22    | 25    | 18    | (27)  |       |       | kiesett | 163      | 23.      |
| Maia Agerup Ragna Agerup | 49erFX osztály  | 10    | (18)  | 15    | 17    | 9     | 17    | 13    | 4     | 6     | 13    | 17    | 11    | kiesett | 132      | 14.      |